# كارلوس مارتين
كارلوس مارتين (بالإسبانية: Carlos Martín Domínguez)‏ هو لاعب كرة قدم إسباني، ولد في 22 أبريل 2002.